# Nicolas Le Maistre
 Nicolas Le Maistre  (né dans le Maine, mort le 14 octobre 1661), ecclésiastique, fut évêque désigné de Lombez en 1661.

## Biographie
L'évêché de Lombez est vacant depuis la mort en 1657 de Jean V Daffis lorsque Nicolas Le Maistre, originaire du Maine, licencié, docteur en théologie de la Sorbonne en 1632 puis professeur de cette université qui est de plus curé de Gorron et prédicateur du roi est désigné le 4 juillet 1661 pour occuper le siège épiscopal.
Il meurt dès le 14 octobre suivant sans avoir été confirmé ni bien entendu consacré.